# Бицань Григорій Леонтійович
Григорі́й Леонті́йович Бица́нь (нар. 11 січня 1920 рік, с. Смородьківка Куп'янського району — 7 травня 1979 рік) — Герой Соціалістичної Праці.

## Біографія
Народився в селянській сім'ї. У підлітковому віці переїхав до брата у Воронезьку область у радгосп «Досвід», де став працівником свиноферми.
У роки Другої світової війни воював у піхоті, брав участь у звільненні Варшави і взятті Берліна. Після війни повернувся в радгосп і продовжив роботу на свинофермі. 1948 року став її бригадиром.
За видатні успіхи в розвитку сільськогосподарського виробництва та виконання п'ятирічного плану отримав звання Героя Соціалістичної Праці з врученням ордена Леніна і золотої медалі «Серп і Молот» (1971 рік).
Брав активну участь у громадсько-політичному житті: обирався членом райкому партії, делегатом з'їзду профспілок тощо.
Нагороджений орденами Трудового Червоного Прапора, Леніна, численними медалями.